# Club México
El Club México fue un equipo que participó en la Liga Mexicana de Béisbol con sede en la Ciudad de México, México.

## Historia
El México fue uno de los equipos fundadores del circuito, participó durante tres temporada en la Liga Mexicana de Béisbol. El equipo era dirigido por Eduardo Ampudia. En su primera temporada terminaron empatados en primer lugar con el 74 Regimiento de Puebla con 10 ganados y 4 perdidos por lo que tuvieron que jugar una Serie Final, el primer juego lo ganaron 12 carreras a 1, el segundo  y tercer juego los perdieron 5 carreras a 2 y 19 a 3, por último el cuarto juego lo disputaron en el Parque Franco Inglés donde sufrieron la derrota 12 carreras a 6.
Para su segunda temporada terminaron en tercer lugar de la primera vuelta con 8 ganados y 6 perdidos, cuando apenas llevaba 3 juegos de la segunda vuelta el equipo abandonó la liga después de perder los únicos partidos que jugó en la segunda mitad. El equipo regresó para el siguiente año donde nuevamente terminó como subcampeón al ganar 9 juegos y perder 6 a dos juegos y medio del primer lugar.